# Lingua miliaca
La lingua miliaca (codice ISO 639-3 imy) è un'antica lingua anatolica del I millennio a.C.
È chiamato anche Licio B perché in passato era considerato una delle due varianti note della lingua licia, la principale delle quali è nota come licio A; ora è considerato una lingua a sé stante.

## Origine
Il nome deriva dalla Milias, un territorio situato a cavallo fra la Licia settentrionale e la Frigia orientale. La lingua è attestata da due iscrizioni, una di 45 sillabe sulla stele di Xanthos, e l'altra, più corta, da un sarcofago di Antifellos. L'iscrizione di Xanthos è in versi, con strofe delimitate dall'uso di ⟨)⟩.